# Inglés básico
El inglés básico (Basic English) es una lengua controlada y construida basada en la simplificación del vocabulario y la gramática de la lengua inglesa natural.
El idioma está basado en un vocabulario de 850 palabras seleccionado por Charles Kay Ogden y descrito en su libro Basic English: A General Introduction with Rules and Grammar (Inglés básico: una introducción con reglas y gramática) publicado en 1930.
Bajo la premisa de Ogden, lograr un buen manejo del inglés normal requeriría de siete años de estudio, el esperanto de siete meses y el inglés básico de siete semanas. De tal forma el inglés básico se utilizaría por compañías que necesitan producir libros complejos para uso internacional y por escuelas de idiomas que necesitan enseñar algo de inglés en un corto tiempo.
Para el vocabulario reducido, Ogden eliminó palabras que podrían decirse con otras palabras y frases y buscó que las palabras fueran comunes en cualquier país de habla inglesa. Sometió su conjunto de palabras a un gran número de pruebas y ajustes. Simplificó también la gramática, procurando que aun así fuera normal para los usuarios que ya hablaran inglés.
El concepto ganó gran publicidad poco después de la Segunda Guerra Mundial como un instrumento para la paz mundial.
El inglés simple utilizado en Wikipedia (véase Wikipedia en inglés simple) está basado en el inglés básico de Ogden, pero permite un mayor vocabulario.

## Críticas y errores
Algunas personas critican que, con el objeto de reducir el número de palabras, el inglés básico permite un gran número de expresiones idiomáticas que no son intuitivas para quienes no hablan ya inglés. Por ejemplo, la frase «make good» («hacer bueno») como reemplazo de «succeed» («tener éxito») mientras que «make bad» («hacer malo») no significa «fail» («fracasar»). Los defensores refutan diciendo que «make good» no es necesariamente parte del inglés básico. Ogden sugiere que para expresar el triunfo se use «do well» («hacer bien») y para expresar fracaso se use «don't do well» («no hacer bien»).